# هيلسهايم
هِلسهَيم (بالألمانية: Hillesheim) (نقحرة: هيلسهايم) هي بلدة ألمانية تقع في ألمانيا في راينلند بالاتينات.  يقدر عدد سكانها بـ 3,218 نسمة .